# Švecov AŠ-62
Švecov AŠ-62 (starejša oznaka M-62) je ruski 9-valjni, zračnohlajeni zvezdasti bencinski letalski motor. AŠ-62 je razvit iz ameriškega Wright R-1820 Cyclone, ki so ga licenčno proizvajali v Sojvetski zvezi kot Švecov M-25. Sovjeti so uvedli nekaj izboljšav kot npr. dvohitrostni polnilnik in povečali moč od 775 KM do 1000 KM. Motor so prvič pognali leta 1937. 
AŠ-62 so licenčno proizvajali na Kitajskem kot HS-5 in na Poljskem pri WSK "PZL-Kalisz" kot ASz-62. Na Poljskem so leta 2007 še vedno proizvajali te motorje. V Sovjetski zvezi so zgradili okrog 40000 motorjev AŠ-62. Verzija M-63 razvija 1100 KM pri 2300 obratih in ima večjo kompresijo 7,2:1.

## Uporaba
- Antonov An-2
- Antonov An-6
- de Havilland Canada DHC-3
- Douglas TS-62
- Lisunov Li-2

- Neman R-10
- Polikarpov I-153
- Polikarpov I-16
- PZL-106 Kruk (nekatere verzije)
- PZL-Mielec M-18 Dromader
- PZL M-24 Dromader Super (K-9AA)
- Suhoj Su-2
- Suhoj Su-12

## Specifikacije (M-62)
- Tip: 9-valjni, zračnohlajeni zvezdasti bencinski letalski motor
- Premer valja: 156 mm (6,12 in)
- Hod valja: 175 mm (6,87 in)
- Delovna prostornina: 29,8 l (1819 in³)
- Dolžina: 47,76 in (1213 mm)
- Premer: 54,25 in (1378 mm)
- Teža: 560kg (1235 lb)

- Polnilnik: 2-hitrostni, mehansko gnani centrifugalni polnilnik
- Gorivni sistem: vplinjač
- Gorivo: 92 RON, 87 (R+M)/2 (AKI)
- Hlajenje: Zračno

- Moč: pri vzletu: 746 kW (1000 KM) pri 2200 rpm; na 4200 metrih: 634 kW (850 KM) pri 2100 rpm
- Specifična moč: 25,03 kW/l (0,55 KM/in³)
- Kompresijsko razmerje: 6,4:1
- Specifična poraba goriva: 469 g/(kWh) (0,77 lb/(KM•h))
- Razmerje moč/teža: 1,3 kW/kg (0,81 KM/lb)